# Bryceella
Bryceella är ett släkte av hjuldjur som beskrevs av Adolf Remane 1929. Bryceella ingår i familjen Proalidae.
Kladogram enligt Catalogue of Life och Dyntaxa:
| Bryceella | \| \| Bryceella stylata \| \| \| \| \| \| Bryceella tenella \| \| \| \| |
|           | \| \| Bryceella stylata \| \| \| \| \| \| Bryceella tenella \| \| \| \| |
|           | Proales                                                                 |
|           |                                                                         |
|           | Proalinopsis                                                            |
|           |                                                                         |
|           | Wulfertia                                                               |
|           |                                                                         |
|           | Bryceella stylata                                                       |
|           |                                                                         |
|           | Bryceella tenella                                                       |
|           |                                                                         |

|  | Bryceella stylata |
|  |                   |
|  | Bryceella tenella |
|  |                   |